# Computer Murderers
«Computer Murderers» — перший трек американського репера Lil Durk із перезавантаженого видання його сьомого студійного альбому 7220, випущеного Alamo Records 18 березня 2022 р., на якому пісня є єдиним новим матеріалом.

## Опис
За три дні до виходу виконавець виклав зняток запису пісні з тодішньою назвою «Computer Murders» в Instagram-сториз із підписом «Niggas pissed me off» (укр. «Ніґери знову мене розлютили»), імовірно, натякаючи на раніший сингл з альбому, «Pissed Me Off».
У «Computer Murderers» Дерк робить випади в бік реп-гурту FBG зі свого рідного міста Чикаго, штат Іллінойс. Він згадує, як у 2018 році FBG Wooski отримав кулю в голову на похороні, а FBG Cash зазнимкувався на тлі муралу покійного підписанта Only the Family, репера King Von. У першому куплеті Дерк читає: «Check on your mans, I heard he got hit in his head (Hello?) / But he almost died, so I can say his name 'cause he ain't dead (Wooski) / How you let a nigga vouch for you who just got out the feds? / Sneakin' pics by Von mural like lil' bro won't come out and spin (Grrah, grrah) / He ain't hurt a fly, so he ain't count, I still'll give him ten (Still'll give him ten)». Протягом пісні він надсилає все більше погроз своїм опонентам, вихваляючись при цьому своїм гедоністичним стилем життя.

## Відеокліп
Режисери: Jerry Productions. Прем'єра сталася в один день із піснею 18 березня 2022 року. У кліпі Дерк вихваляється величезними пачками готівки під час вечірки в пентгавзі в Нью-Йорці.

## Чартові позиції
| Чарт (2022)                             | Найвища позиція |
| --------------------------------------- | --------------- |
| США (Billboard Hot 100)                 | 61              |
| США (Hot R&B/Hip-Hop Songs) (Billboard) | 16              |